# Valle Lagorara
La Valle Lagorara è una vallata, solcata dall'omonimo torrente, nel comune di Maissana (SP), situata nell'alta Val di Vara e in cui si trova un sito archeologico scoperto nel 1988.

A circa 750 s.l.m., il sito comprende una fascia di terreno lunga alcune centinaia di metri,  situata in prevalenza tra il rio Lagorara ed il versante occidentale del Monte Scogliera.
L'area archeologica è costituita da un'antica miniera a cielo aperto di diaspro, il cui periodo di sfruttamento è stato attivo tra il 3500 a.C. e il 2000 a.C..
Sulla base dei ritrovamenti avvenuti, il Museo Archeologico di Chiavari ha condotto una serie di scavi che hanno portato ad individuare:
- due principali aree di estrazione del materiale;
- due ripari collocati nel versante opposto rispetto alle aree di scavo;
- numerosi reperti (schegge di scarto, frammenti di percussori, resti di oggetti in ceramica o in steatite utilizzati dagli antichi minatori).

Si suppone che l'attività della cava producesse semilavorati destinati ad essere trasportati altrove.